# ドナルド・ハワード・シャイブリー
ドナルド・ハワード・シャイブリー（Donald Howard Shively、1921年5月11日 - 2005年8月13日）は、米国の日本文化研究者、元カリフォルニア大学バークリー校教授。

## 経歴
京都で宣教師の家庭に生まれ、神戸のカナディアン・アカデミーを卒業。1940年にハーバード大学に入るが、第二次世界大戦中は米海兵隊で日本語教官を務め、少佐に任官。1946年に大学を卒業し、1947年ケンブリッジ大学で修士号、1951年に博士号を取得した。
戦後はアジア、特に日本の文化研究分野で第一人者となり、カリフォルニア大学バークリー校のほか、スタンフォード大学、ハーバード大学で日本文化を教え、歌舞伎などで演じられた近松門左衛門の作品を英訳した。1992年、バークリー校を退職。

## 日本語訳
- A.M.クレイグ, D.H.シャイヴリ編『日本の歴史と個性 現代アメリカ日本学論集』上 (近世)下 (近代) 本山幸彦, 金井円, 芳賀徹監訳. ミネルヴァ書房, 1973-74

### 編著・翻訳
- The Love Suicide at Amijima (心中天網島) A Study of a Japanese Domestic Tragedy by Chikamatsu Monzaemon(近松門左衛門). [Study by] Donald H. Shively (Harvard-Yenching Institute. Monograph series,  Harvard University Press, 1953
- Personality in Japanese History. Introduced and edited by Albert M. Craig and Donald H. Shively. University of California Press, 1970
- Tradition and Modernization in Japanese Culture, edited by Donald H. Shively. Contributors: Carmen Blacker [and others] ([Studies in the modernization of Japan] 5) Princeton University Press, 1971
- Studies in Kabuki : Its Acting, Music, and Historical Context / James R. Brandon, William P. Malm, Donald H. Shively (A Culture Learning Institute monograph) University Press of Hawaii, c1978